# مملكة قتبان
مملكة قتبان (المسند: ) هي مملكة يمنية قديمة كانت موجودة من القرن الرابع قبل الميلاد إلى حوالي 200 بعد الميلاد وعاصمتها مدينة تمنع في وادي بيحان على الطريق التجاري الذي يمر عبر ممالك حضرموت وسبأ ومعين.
مثل باقي الممالك اليمنية القديمة الأخرى اكتسبت ثروة كبيرة من تجارة اللبان والمر والبخور. كان الإله الرئيسي للقتبانيين هو عم، وكانوا يسمون أنفسهم «أبناء عم».

## التاريخ

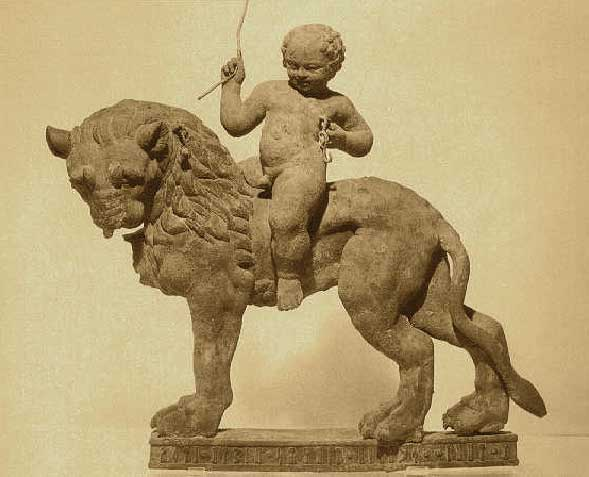
أسد قتباني عليه راكب صنعه القتبانيون في القرن الأول قبل الميلاد.

كانت مملكة قتبان يمنية بارزة في النصف الثاني من الألفية الأولى قبل الميلاد، عندما حمل حاكمها لقب مكرب المهيمن في جنوب الجزيرة العربية.
وقد ظهرت قتبان في أول الأمر في وادي بيحان، وامتدت أراضيها من وادي بيحان شرقاً إلى البحر الأحمر غرباً، ومن أنحاء مدينة ذمار شمالاً، إلى البحر العربي جنوباً، وكانت مدينة تمنع هي عاصمة المملكة، وتفيد أحدث الأبحاث التي أجريت على نقش قتباني اكتشف حديثاً، أن مملكة قتبان خاضت حرباً ضد مملكة حضرموت وفي تلك الحرب ادَّعى القتبانيون أنهم دمروا أكثر من ثلاثمائة مدينة تابعة لحضرموت.
يعد نقش النصر للملك كربئيل وتر من أقدم المصادر التي تتحدث عن مملكة قتبان، وفيه كانت قتبان شريكاً لمملكة سبأ في حربها ضد أوسان، عدن وماحولها حالياً المتقدمة اقتصادياً، والتي كان من نتائجها سقوط أوسان وسيطرة قتبان تدريجياً على معظم أراضيها.
وبعد تحالفها مع سبأ ضد أوسان، كانت قتبان هدفاً لحملة سبئية في القرن الخامس قبل الميلاد تقريباً، سيطر السبئيون خلالها على العاصمة تمنع ثم انسحبوا منها بعد أن سلموها لأحد الأشخاص المتعاونين معهم، وفي القرن الثاني قبل الميلاد ترك الريدانيون وهم من أصول قتبانية مناطقهم قرب العاصمة وانتقلوا إلى قاع رعين جنوب ذمار، وعلى الرغم من عدم معرفة الدوافع الحقيقية لذلك الانتقال إلا أن احتمال وجود صراعات داخل مملكة قتبان وارد.
اتبع حكام قتبان سياسة توسعية، حيث تم العثور على نقوشهم في مناطق كانت تحت تأثير سبأ في السابق. يقول إراتوستينس أن «أراضيهم تمتد حتى المضائق والممر عبر الخليج العربي». وهكذا يبدو أنه بحلول القرن الثالث قبل الميلاد، كانت قتبان تتحدى موقع سبأ المهيمن في جنوب شبه الجزيرة العربية. خلال الرحلة الاستكشافية الكارثية إلى جنوب شبه الجزيرة العربية بقيادة إيليوس جالوس، ذكر أن السربانيين (القتبانيين) يتفوقون كمحاربين.
وقد ذكرت قتبان في كتابات إراتوستينس القيرواني في إشارة إلى نقل البضائع العطرية من جنوب شبه الجزيرة العربية: «تنتج قتبان المر، وحضرموت اللبان ويتاجرون بهذه العطريات وغيرها مع التجار. ويأتي هذا الأخير من أيلا (العقبة الحالية). إلى المنيا في سبعين يوما...»
اشتهر القتبانيون في مجال العمارة وخاصةً بناء المدن والمنشآت العامة وخاصةً الطرق، حيث يذكر أحد النقوش من القرن الثاني قبل الميلاد أن المكرب يدع أب ذبيان شق نقيل (مبلقة) وهو طريق جبلي صاعد يربط مناطق قتبان بالمناطق السبئية وكان له دور كبير في تسهيل سير القوافل التجارية المحملة بالبضائع. كذلك تدل مباني ومعابد العاصمة تمنع على مهارة فائقة في مجال البناء، كما أبدع القتبانيون في المجال الحرفي وخاصة صناعة التماثيل بمختلف أنواعها، وسك العملات الفضية والذهبية والتي كانت تحمل اسم القصر الملكي حريب في تمنع.

## الاندثار
تسبب التدهور الاقتصادي والتجاري بقتبان إلى ضعف في نفوذ وسيطرة حكام المملكة، وذلك التدهور الاقتصادي الذي حدث في نهاية القرن الثاني الميلادي وبداية القرن الثالث الميلادي أدى إلى توقف التجارة في مملكة قتبان، وعليه توقفت تجارة العطور والبخور؛ مما أثر سلباً على مملكة قتبان وعليه سقطت المملكة، وتم تقسيم أراضيها بين حمير وحضرموت، ليكون ذلك هو السبب الرئيسي في اندثارها.
لا بد أن تدهور مسار تجارة البخور قد أثر بشدة على قتبان. وفقًا للمؤرخ جاري يونج:
| مملكة قتبان | وهكذا يبدو أن القرن الثالث كان وقتًا مهمًا في تاريخ تجارة البخور في شبه الجزيرة العربية. خلال الأزمة السياسية والاقتصادية في ذلك القرن، تغيرت طبيعة التجارة بشكل كبير. قبل ذلك الوقت، يبدو أن طريق البخور من جنوب الجزيرة العربية قد استمر في العمل. يبدو أن الكثير من هذه التجارة قد توقفت بسبب الظروف الاقتصادية السيئة للقرن الثالث، ومع ذلك، عندما تحسن الوضع الاقتصادي مرة أخرى في ظل النظام الرباعي، تغيرت أشياء كثيرة. بحلول هذا الوقت، يبدو أن الطريقين الرئيسيين قيد الاستخدام كانا وادي سرحان، الذي يحمل الآن التجارة التي كانت ستمر سابقًا عبر تدمر، وآيلا، واستلام البضائع من الهند والجزيرة العربية التي كانت تذهب من قبل إلى موانئ البحر الأحمر المصرية. | مملكة قتبان |

تم ضم أراضي مملكة قتبان وتقسيمها بين حمير وحضرموت في أواخر القرن الثاني الميلادي.